# Боровицкое сельское поселение
Боровицкое сельское поселение — муниципальное образование в составе Мурашинского района Кировской области России, существовавшее в 2006 — 2012 годах.
Центр — село Боровица.

## История
Боровицкое сельское поселение образовано 1 января 2006 года согласно Закону Кировской области от 07.12.2004 № 284-ЗО.
Законом Кировской области от 28 апреля 2012 года № 141-ЗО поселение было упразднено, все населённые пункты включены в состав  Мурашинского сельского поселения.

## Состав
В состав поселения входили 15 населённых пунктов:
| - село Боровица - деревня Большая Коротаевщина - деревня Бошары - деревня Егоренки - деревня Заборщина - деревня Казаковщина - деревня Костенки - деревня Купренки | - деревня Нагибовщина - деревня Пермята - деревня Петруничи - деревня Поломка - деревня Романовы - деревня Сусловщина - деревня Шаровы |